# Bastian Brzeziński

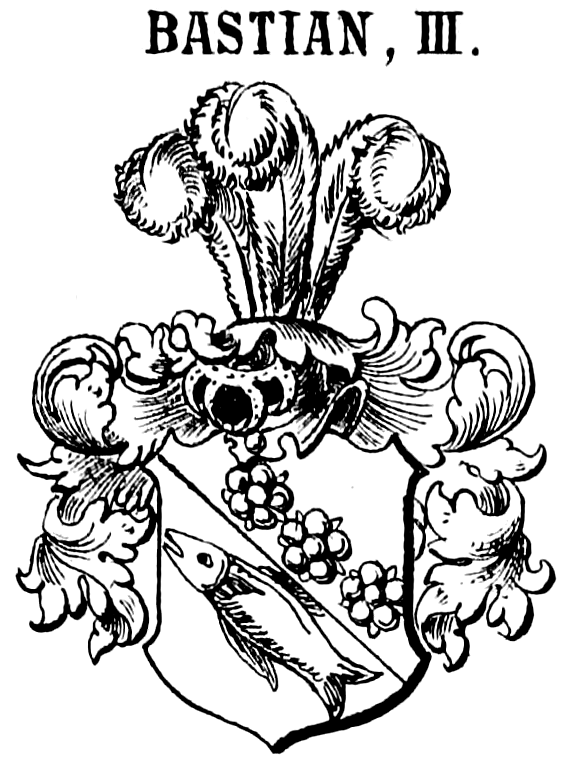
Wappen derer von Bastian Brzeziński

Bastian Brzeziński ist der Name eines alten kaschubischen, später preußischen Adelsgeschlechts aus Westpreußen. Zweige der Familie bestehen bis heute fort.

## Geschichte
Als der polnische König Sigismund II. August den Edelleuten (Nobilis) von Adlig Briesen (Brzeźno Szlacheckie) im Jahre 1553 ihre Privilegien bestätigt, werden noch keine Angehörigen der Brzeziński namentlich genannt. Bereits 1570 treten sie jedoch mit dem Edelmann Bartholomäus Brzeziński (Nobilis Bartholomaeus Brzieszinski) und zwei Edlen namens Johannes Brzeziński (Nobilis Joannes Brzieszinski) urkundlich in Erscheinung. Sie besaßen zu dieser Zeit mehrere Höfe am Gut und nannten sich zunächst nur Brzeziński, d. h. von Briesen.
Laut Aufzeichnungen des Grafen Uruski hätten ihre Vorfahren für ritterliche Verdienste bereits im 15. Jahrhundert beträchtliche Ländereien auf dem Gebiet der Kaschubei vom polnischen König Kasimir IV. (1427–1492) erhalten. Die Gesamtgröße des von vier großen Seen begleiteten Gutes Briesen betrug zu dieser Zeit etwa 1400 ha. Möglicherweise lassen sie sich auf Petzen von der Bryse (Briesen) zurückführen, dem Winrich von Kniprode als Hochmeister des Deutschen Ordens schon im 14. Jahrhundert, nämlich am 6. November 1374, das Nachbar-Gut Adlig Lonken (Łąkie Szlacheckie) verliehen hatte.
Erst in einem Dokument von 1659 werden die Briesener Adligen Christoph (Krysztof Brzeziński Bastian) und Andreas Brzeziński (Andrzej Brzeziński Bastian) auch Bastian genannt. Dieser Spitzname ist vermutlich erst im 17. Jahrhundert entstanden, um die verschiedenen Brzeziński-Stämme auf Briesen besser voneinander unterscheiden zu können (siehe z. B. v. Spiczak Brzeziński, v. Świątek Brzeziński).
Ende des 18. Jahrhunderts besaßen Jakob (1752–1808; ⚭ Magdalena Myszka Karpińska, verw. von Melin Ciemińska), Joseph (* 1755; ⚭ Marianna von Jutrzenka Gliszczyńska) und Albrecht von Bastian Brzeziński (1765–1823; ⚭ Marianna Magdalena von Spiczak Brzezińska) unter anderem den Briesener Gutansteil I oder J. Sie waren Erben ihrer Eltern Laurenz von Bastian Brzeziński und Constantia von Pazatka Lipińska. Neben ihrem Anteilsbesitz an Adlig Briesen besaßen Familienangehörige weitere Gutsanteile in Trzebiatkow. Nicht alle Zweige der Familie nahmen das Adelsprädikat „von“ im 18. Jahrhundert unter preußischem Einfluss als Namenszusatz an. Im 17. Jahrhundert werden Mitglieder der Familie in Kirchenbüchern als „nobilis“, generosus oder „szlachetny“ bezeichnet.
Um 1795 wurde die Familie von der Westpreußischen Regierung aufgefordert, ihren Adel nachzuweisen. Als Zeugen erschienen der ehemalige Landfähnrich von Pommerellen Michael von Lehwaldt Jezierski sowie der Landgerichtsassessor Ignatz von Wysocki zu Glowczewitz.

## Wappen
Das Wappen zeigt im schrägrechts geteilten Schild oben drei rote Rosen längs der Teilungslinie, unten einen aufwärts gekehrten Fisch. Auf dem Helm drei Straußenfedern.
Die Farbgebung ist unbekannt, da nur Wappensiegel überliefert sind.

## Persönlichkeiten
- Laurenz von Bastian Brzeziński (ca. 1704–1782), generosus, polnisch-preußischer Gutsanteilsbesitzer auf Adl. Briesen, ⚭ Constantia von Pazatka Lipińska.
- Friedrich Christian Gottlob von Bastian († 1831), königlich preußischer Hauptmann zu Graudenz.
- Albrecht von Bastian Brzeziński (* 1831), preußischer Gutsanteilsbesitzer auf Trzebiatkow und Mitglied der Pommerschen Ritterschaft.
- Mathias von Bastian Brzeziński (1838–1911), preußischer Gutsanteilsbesitzer auf Adl. Briesen, ⚭ Catharina von Spiczak Brzezińska.